# Sphaerodoridium commensalis
Sphaerodoridium commensalis är en ringmaskart som beskrevs av Lützen 1961. Sphaerodoridium commensalis ingår i släktet Sphaerodoridium och familjen Sphaerodoridae. Inga underarter finns listade i Catalogue of Life.